# Чибирлейский сельсовет
Чибирлейский сельсовет — сельское поселение в Кузнецком районе Пензенской области Российской Федерации.
Административный центр — село Чибирлей.

## История
Статус и границы сельского поселения установлены Законом Пензенской области от 2 ноября 2004 года № 690-ЗПО «О границах муниципальных образований Пензенской области».

## Население
| 2002 | 2010 | 2012 | 2013 | 2014 | 2015 | 2016 |
| ---- | ---- | ---- | ---- | ---- | ---- | ---- |
| 970  | ↘865 | ↘854 | ↘845 | ↗856 | ↗901 | ↘893 |
| 2017 | 2018 | 2021 |      |      |      |      |
| ↗895 | ↗902 | ↘790 |      |      |      |      |

## Состав сельского поселения
| № | Населённый пункт | Тип населённого пункта       | Население |
| - | ---------------- | ---------------------------- | --------- |
| 1 | Второе Тарлаково | село                         | ↘110      |
| 2 | Чибирлей         | село, административный центр | ↘755      |